# Halvaria
A Halvaria a Saron belül az Alveolata és a sárgásmoszatok által alkotott taxon. Thomas Cavalier-Smith 2015-ben alországként sorolta be.
A filogenetikai fákon bár együtt szerepelnek, sok közös morfológiai jellemzőjük nincs, de vannak molekuláris szünapomorfiák.

## Történet
2007-es és 2008-as elemzések szerint a sárgásmoszatok és az Alveolata rokonok, a Chromalveolata redukált kládja részei, azonban az első elemzések szerint a Rhizaria a sárgásmoszatok testvércsoportjának bizonyult.
A két klád a korábban a hat fő eukarióta csoport egyikeként számontartott Rhizariával alkotja a Sart. Cavalier-Smith a sárgásmoszatok és az Alveolata együttesét 2010-ben nevezte el Halvariának.
Egy 2016-os filogenomikai elemzés vitatta a Halvaria monofíliáját, helyette azt mutatta ki, hogy az Alveolata a Rhizaria testvércsoportja („R+A klád”) új Rhizaria-szekvenciaadatok és a Halvariát alátámasztó kevés taxon és hosszúág-vonzás alapján. De 2021-es elemzések szerint a Halvaria egyértelmű klád.

## Genetika
Egy Pelagophyceae-szterol-metiltranszferáz-paralógról 2017-ben kimutatták, hogy 79% valószínűséggel a Perkinsusé rokona, ez alapján nem a sárgásmoszatokon belül, hanem a Halvaria utolsó közös őse előtt jelenhetett meg. Mivel idősebbnek tűnt a Halvaria az Opisthokontánál, így valószínűsítette, hogy a legrégebbi szteránjelek a Halvariából származnak.

## Filogenetika
|          | Rhizaria                                                   |
|          |                                                            |
| Halvaria | \| \| Stramenopila \| \| \| \| \| \| Alveolata \| \| \| \| |
|          | \| \| Stramenopila \| \| \| \| \| \| Alveolata \| \| \| \| |
|          | Stramenopila                                               |
|          |                                                            |
|          | Alveolata                                                  |
|          |                                                            |

|  | Stramenopila |
|  |              |
|  | Alveolata    |
|  |              |

## Jelentőség
Egyes fajai, például a sárgásmoszatok közé tartozó Blastocystis vagy egyes Oomycetes-fajok vagy az Alveolatába tartozó Plasmodium betegségeket (például blasztocisztózis, malária) okoznak, fotoszintetikus csoportjait elsődleges termelő szerepük miatt vizsgálják. A barnamoszatokat táplálkozási célra is használják.